# 金后稷
金后稷（?—?），朝鲜半岛新罗人，智證王的曾孫。
金后稷在真平王时爲伊湌，轉任兵部令。真平王很喜欢打獵，金后稷劝諫说：“古代的王者，必一日萬機，深思遠慮，接受左右正直之士的直諫，不敢安逸，然後，德政醇美，國家可保。现在殿下天天與狂夫獵士，放鷹犬，逐雉兎，奔馳山野，不能自止。老子说：‘馳騁田獵，令人心狂。’《书经》说：‘內作色荒，外作禽荒，有一于此，未或不亡。’由此而看，內則蕩心，外則亡國，不可不反省，殿下请心心念之。” 真平王不從，金后稷切諫，还是不被聽从。
随後，金后稷得病將死，对他三个儿子说：“吾爲人臣，不能匡救君惡，恐怕大王遊乐不已，以至於敗亡，这是我所憂虑的。我雖死，还想着有什么办法让君王醒悟，应该把我的尸骨葬在大王遊猎的路側。” 儿子们都听从了。
他日，真平王出行，半路遠处有聲音，好像说不要去。真平王回头問：“聲何從來。” 随從告知：“那是金后稷伊湌之墓。” 于是告诉国王金后稷臨死之言，真平王潸然泪下：“夫子忠諫，死而不忘，他愛护我很深。我要是不改，有何顔面到幽明之間见他。” 于是終身不再打獵。